# Фреденсборг
Фреденсборг (дат. Fredensborg Slot, букв. «замок мира») — дворец на восточном берегу озера Эсрум (дат. Esrum Sø) на датском острове Зеландия. Фреденсборг является весенней и осенней резиденцией датской королевской семьи. Это одна из наиболее используемых резиденций датских монархов. Дворец расположен в 30 км от Копенгагена в поселке при станции Фреденсборг.

## История
В конце Северной войны датский король Фредерик IV попросил архитектора Иохана Корнелиуса Кригера, работавшего королевским садовником в замке Розенборг, построить небольшой дворец в районе фермы Ёструп (дат. Østrup). Кригер построил дворец в стиле французского барокко. Строительство продолжалось с 1720 по 1726 год. Король лично принимал активное участие в планировании здания и дворцового парка и тщательно следил за строительством. Человеком, ответственным за постройку, был Иохан Конрад Эрнст, руководивший и строительством дворца Фредериксберг. Основное здание было закончено в 1722 году, а часовня — в 1726 году.
Дворцовый комплекс состоял из почти квадратного, полутораэтажного главного здания с куполом. Он был расположен в центре так называемой «охотничьей звезды» (дат. jagtstjerne) — нескольких прямых пересекающихся дорожек в охотничьем угодье. Во время охоты было разрешено стрелять вдоль этих дорожек, расходившихся от центра.
Зал под куполом имел размеры 15×15 м и высоту 27 м. Зал был отделан С. Е. Бренно и Хендриком Кроком. Перед главным зданием расположен восьмиугольный двор, окружённый одноэтажными крыльями. С восточной стороны двора была расположена площадка для верховой езды и длинные конюшни. С восточной стороны к главному зданию примыкала оранжерея и так называемый «дом маркграфа». Оранжерея была соединена с главным зданием небольшим секретным проходом, чтобы монархи и придворные могли проходить в часовню, «не замочив ног».
Над часовней возвышался медный шпиль, а её фасад был украшен пилястрами и фронтоном с выгравированным бюстом Фредерика IV. К часовне примыкало крыло придворных (дат. kavalerfløj). Эта часть здания была построена в 1724—1726 годах и имеет черты голландского барокко и рококо.
Дворец расширялся в течение первой половины XVIII века, но он сохранил основную структуру со времени своего открытия 11 октября 1722 года в день 51-летия короля.
Кригер закончил работу над дворцом с возведением «нового здания судебной канцелярии» в 1731 году. Оно примыкает к южной стороне площадки для верховой езды. До своей смерти, королева Ингрид использовала это здание как свою резиденцию. Сейчас оно реставрировано и с 2004 года является резиденцией принца Фредерика (на данный момент Фредерика X после его вступления на престол 14 января 2024 года).
Важнейшая перестройка была произведена в 1741—1744 годах, когда Лауриц де Тура (Lauritz de Thurah) поднял крышу главного здания дворца. Косая крыша была заменена на плоскую. Также была возведена балюстрада. В 1751 году де Тура перестроил оранжерею в резиденцию для придворных дам. В 1753 году Николай Эйгтвед расширил дворец, добавив к главному зданию четыре симметрично расположенных угловых павильона с медными пирамидальными крышами.
После смерти королевы Юлианы Марии в 1796 году дворец редко использовался до правления короля Кристиана IX, который неоднократно жил в нём продолжительное время.

## Современное состояние
В настоящее время дворец Френенсборг является весенней и осенней резиденцией датских монархов. Здесь празднуются важные для королевской семьи события — свадьбы, годовщины, дни рождения. Король устраивает торжественные приёмы в честь глав иностранных государств и правительств, посещающих Данию, а также проводит церемонии принятия верительных грамот от иностранных послов.
Существует традиция, что, если глава иностранного государства проводит ночь во дворце Фреденсборг, он должен нацарапать своё имя бриллиантом на оконном стекле. 
По приказу Маргрете II дворцовая часовня открыта для прихожан и в ней проходят ежевоскресные службы.

## Сады и парк
Дворцовые сады Фреденсборга, являющиеся одними из самых больших садов Дании (300 акров), выполнены в стиле барокко. Они также были первоначально разработаны Кригером, но расширялись и изменялись в течение всего XVIII века. Длинные прямые аллеи, восстановленные в 1970—1990-х годах, лучами расходятся от замка. Между ними раскинулись широкие засаженные деревьями участки с извилистыми дорожками.
В парке расположено множество скульптур. Особый интерес представляет Норвежская долина (дат. Nordmandsdalen), в которой находятся 68 скульптур норвежских и фарерских фермеров и рыбаков.
Часть парка, смежная с дворцом, открыта только в июле. Остальное время в ней имеют право находиться только члены королевской семьи. Здесь находятся сады, где выращивают овощи для королевского двора и новая оранжерея, открытая в 1995 году. Сады были вновь открыты в сентябре 2002 года после серьёзных реставрационных работ.

## Русский зал
Один из залов дворца называется «русским», так как здесь собраны предметы прикладного искусства и живопись, связанные с Россией, в частности, портрет Николая II. В связи с годовщиной 500-летия первого российско-датского договора о дружбе российский художник Д. Д. Жилинский в 1993 году написал парадные портреты Маргрете II и её супруга. Эти картины украшают теперь один из залов Фреденсборга.